# Línia de marc

Línies de marc mostrades en vermell en un "marc complet" negatiu, i en un "matte dur" de 1.85:1 d'impressió de projecció, ambdós amb pel·lícula de 35 mm.

Una línia de marc és l'espai no utilitzat que separa dues imatges adjacents, o fotogrames, a la versió impressió d'una pel·lícula cinematogràfica. Pot variar l'amplitud; una pel·lícula de 35 mm amb un matte dur de 1.85:1 té una línia de marc aproximadament de 8 mil·límetres (0.3 polzades) d'alçada, mentre que tant un negatiu de marc complet com el format anamòrfic tenen línies de marc molt estretes, amb marcs molt propers.
Quan una pel·lícula està projectada correctament, les línies de marc no haurien de ser visibles per l'espectador i normalment són extretes en la projecció amb una màscara d'obertura.